# Fehér rózsa
A fehér rózsa (Rosa x alba) a rózsafélék (Rosaceae) családjába tartozó növényfaj.

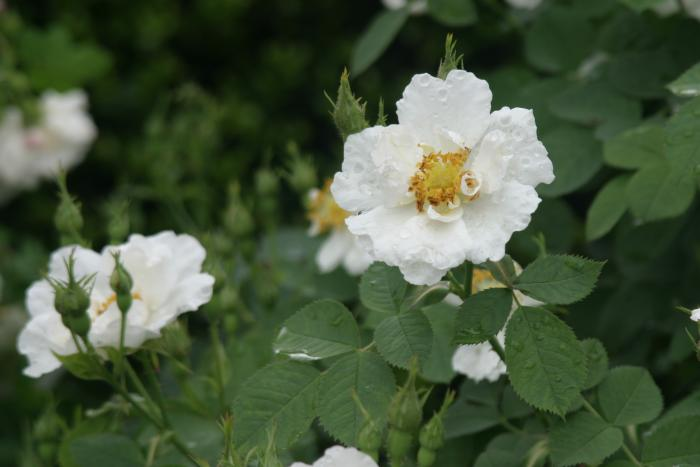
Rosa x alba 'Suaveolens'

## Származása
Hibrid faj. Szülői vagy  a Rosa gallica × Rosa corymbifera vagy a Rosa x damascena × Rosa canina.

## Leírása
2 méterre megnövő, felálló ágú cserje. A középkori kertek ismert növénye volt. Angliában a rózsák háborúja idején ez volt a York család fehér rózsája.
Júniusban nyílik, virága fehér.
- ‘Suaveolens’ klónja telt virágú, illatos,
- ‘Celeste’ klónja rózsaszínű, féligtelt.

Öntözött kertekbe szoliternek vagy csoportosan, történelmi kertekbe is ültethető.

## Képek

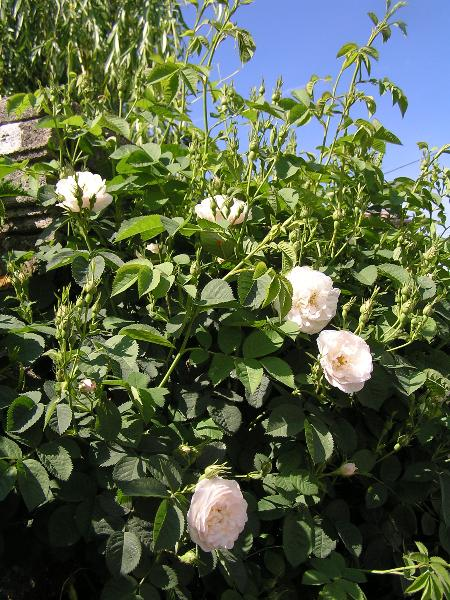
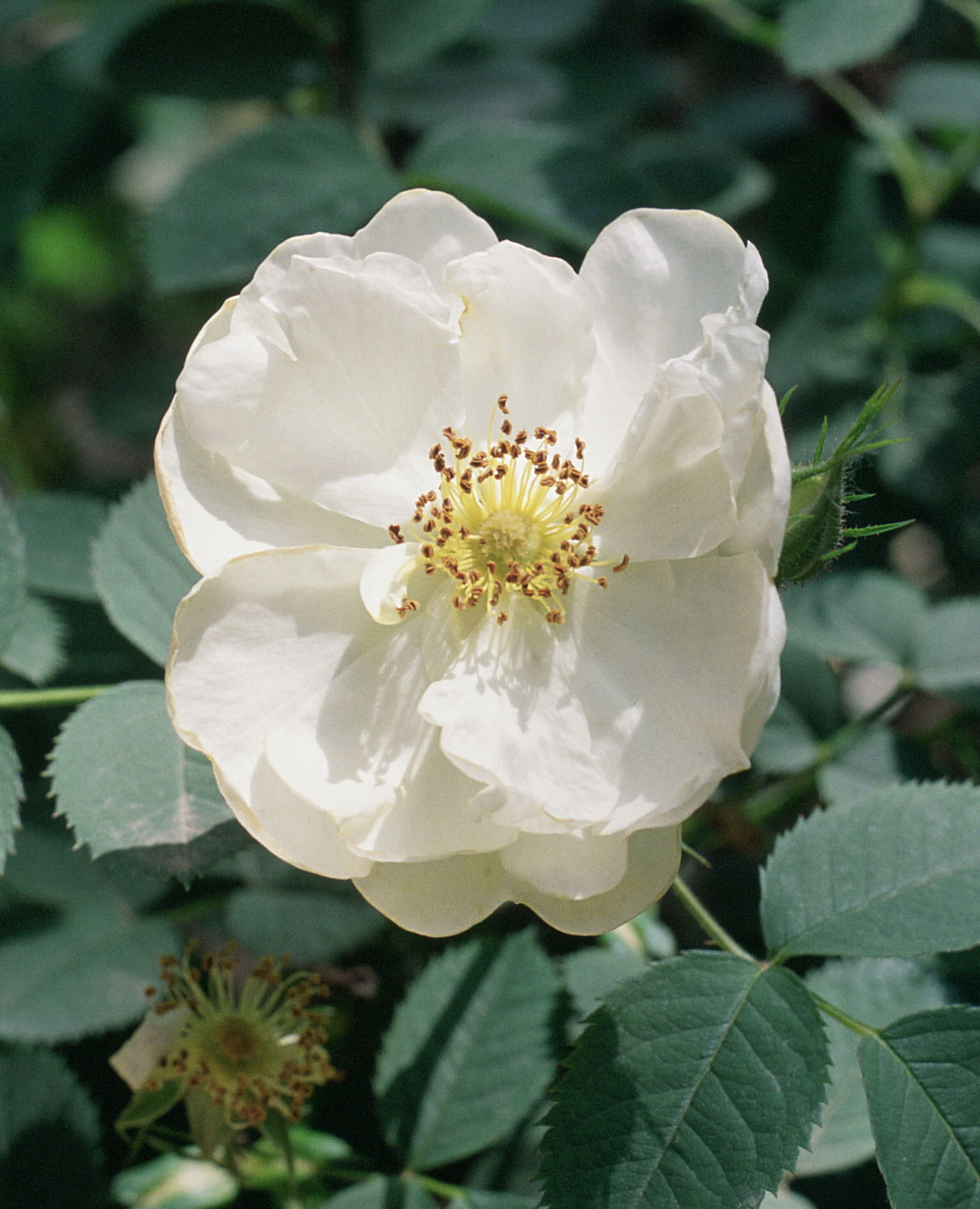